# Dombarkoppa, Sampgaon
Dombarkoppa là một làng thuộc tehsil Sampgaon, huyện Belgaum, bang Karnataka, Ấn Độ.